# Pam Teeguarden
Pam Teeguarden (17 aprile 1951) è un'ex tennista statunitense.

## Biografia
Durante la sua carriera vinse il doppio al Roland Garros 1977 superando la coppia composta da Helen Gourlay Cawley e Rayni Fox in tre set (5-7, 6-4, 6-2), la sua compagna nell'occasione era Regina Maršíková.
Negli Australian Open del 1981 giunse nei quarti di finale dove perse contro Martina Navrátilová e Pam Shriver. Nello stesso anno negli US Open giunse in semifinale con Hana Mandlíková perdendo contro Kathy Jordan e Anne Smith in tre set.
Nel singolo giunse più volte ai quarti di finale nelle prestigiose competizioni: nell'Open di Francia del 1977 dove perse contro Mima Jaušovec in due set (7-5 6-4) e negli US Open del 1972 sconfitta da Kerry Melville.
Vanta due finali Slam anche nel doppio misto, in questa disciplina ha conquistato gli US Open 1974 insieme a Geoff Masters mentre l'anno dopo sulla terra del Roland Garros ha raggiunto l'ultimo atto in coppia con Jaime Fillol ma sono stati sconfitti in due set da Thomaz Koch e Fiorella Bonicelli.
Fu una delle due protagoniste di quello che fu per molto tempo il match femminile più lungo nella storia degli Slam: durante il terzo turno dell'Open di Francia 1972 fu sconfitta da Kerry Reid con il punteggio di 9-7, 4-6, 16-14 dopo quasi 4 ore di gioco . Il record fu superato a Wimbledon 1995.

## Statistiche

### Finali nei tornei del Grande Slam

#### Doppio

##### Vittorie (1)
| Nr. | Anno | Torneo                  | Superficie  | Compagna         | Avversarie in finale    | Punteggio     |
| 1.  | 1977 | Open di Francia, Parigi | Terra rossa | Regina Maršíková | Rayni Fox Helen Gourlay | 5–7, 6–4, 6–2 |

#### Doppio misto

##### Vittorie (1)
| Nr. | Anno | Torneo            | Superficie | Compagno      | Avversari in finale       | Punteggio |
| 1.  | 1974 | US Open, New York | Erba       | Geoff Masters | Jimmy Connors Chris Evert | 6–1, 7–6  |

##### Finali perse (1)
| Nr. | Anno | Torneo                  | Superficie  | Compagno     | Avversari in finale            | Punteggio |
| 1.  | 1975 | Open di Francia, Parigi | Terra rossa | Jaime Fillol | Thomaz Koch Fiorella Bonicelli | 4–6, 6–7  |